# Claudia Bauer
Claudia Bauer (* 1966 in Landshut) ist eine deutsche Regisseurin.

## Leben
Sie erhielt bis 1994 an der Hochschule für Schauspielkunst Ernst Busch Berlin eine Schauspiel- und Regieausbildung und ist der Hochschule bis heute durch wiederholte Gastprofessuren an der Schauspielabteilung verbunden.
Als Regisseurin und Intendantin hat sich Claudia Bauer seit den 1990er Jahren einen Namen gemacht. Ihre Inszenierungen sind in Jena, Stuttgart, München, Halle, Schwerin, Berlin, Magdeburg, ⁣Graz und Wien zu sehen.
Claudia Bauer war zwischen 2015 und 2022 feste Hausregisseurin am Schauspiel Leipzig (Intendanz: Enrico Lübbe) und wurde 2014 mit ihrer Uraufführung Und dann von Wolfram Höll zu den Mülheimer Theatertagen eingeladen. 2017 erhielt Bauers Leipziger Inszenierung 89/90 von Peter Richter eine erste Einladung zum Berliner Theatertreffen, 2020 ihre Leipziger Inszenierung von Süßer Vogel Jugend von Tennessee Wiliams eine weitere Einladung zum Berliner Theatertreffen.
2019 wurde Bauers Inszenierung Tartuffe oder das Schwein der Weisen am Theater Basel zum Berliner Theatertreffen eingeladen. Drei Jahre später wurde Bauer mit ihrem Stück humanistää! eine abschaffung der sparten am Volkstheater Wien erneut zum Theatertreffen Berlin eingeladen.
Bauer inszenierte 2024 die deutsche Erstaufführung des Broadway-Erfolges Die Schattenpräsidentinnen im Hamburger Schauspielhaus. Die Komödie thematisiert den Alltag im Weißen Haus, wo der US-Präsident mit einem peinlichen Gesundheitsproblem konfrontiert ist und seine weiblichen Mitarbeiterinnen – darunter die Stabschefin und die Pressesprecherin – in absurde Situationen geraten. Die ausschließlich weibliche Besetzung macht satirisch auf die Hintergrundarbeit von Frauen in politischen Machtpositionen aufmerksam.

## Inszenierungen

### Puppentheater Halle
- 1999: Faust. Eine Höllenfahrt in 13 Bildern nach Goethe u. a.[4]

### Theaterhaus Jena
- 2000: Woyzeck, von Georg Büchner
- 2000: Tarzan nach Edgar Rice Burroughs, Spielfassung: Claudia Bauer/Rainald Grebe
- 2000: Die Eingeborene, Franz Xaver Kroetz
- 2000: Nachtasyl nach Maxim Gorki
- 2001: Ein Sommernachtstraum. Solo Für Einen Barkeeper nach Shakespeare
- 2001: Fight Club nach dem Roman von Chuck Palahniuk, Fassung: Claudia Bauer/Rainald Grebe, (DE)
- 2001: Kasimir und Karoline, von Ödön von Horváth
- 2001: Triumph der Provinz von Felicia Zeller, (UA) 2002
- 2002: Helges Leben von Sibylle Berg/Niklaus Helbling
- 2002: Die Weber nach Gerhart Hauptmann, Open-Air-Spektakel zur Eröffnung der 12. Kulturarena Jena
- 2002: Die Überflüssigen nach dem Theaterstück Platonow von Anton Pawlowitsch Tschechow
- 2004: Sommernachtstraum von Shakespeare, Open-Air-Spektakel zur Eröffnung der 14. Kulturarena Jena

### Neues Theater Halle
- 2005: Seefahrerstück von Oliver Schmaering, (UA)
- 2006: Parzival nach dem Roman von Adolf Muschg, Spielfassung: Claudia Bauer/Rainald Grebe
- 2006: Fiesco nach Schiller
- 2007: Medea von Euripides
- 2008: Leonce und Lena von Georg Büchner

### Diverse
- 2006: Hund frißt Gras von Meike Hauck, (DE), Staatstheater Stuttgart
- 2006: Sturm von William Shakespeare, Staatstheater Stuttgart
- 2007: Nibelungen von Oliver Schmaering, (UA), Staatstheater Schwerin
- 2007: Zur schönen Aussicht von Ödön von Horváth, Schauspiel Graz
- 2007: Separatisten, Thomas Freyer, Staatstheater Stuttgart
- 2008: Vor der Sintflut von den Gebrüdern Presnjakow (Oleg und Wladimir), (UA), Staatstheater Stuttgart[5]
- 2008: Auferstehungsblues von Arthur Miller, (DE), Ruhrfestspiele Recklinghausen/Staatstheater Stuttgart[6]
- 2009: Kabale und Liebe von Friedrich Schiller, Staatstheater Stuttgart[7]
- 2009: Virgin Queen, Volksbühne Berlin[8]
- 2009: Im Dickicht der Städte von Bertolt Brecht, Schauspielhaus Wuppertal[9]
- 2009: Don Quichote von Cervantes, Theater Magdeburg[10]
- 2011: Reigen von Arthur Schnitzler, Theater Magdeburg[11]
- 2011: Peer Gynt von Henrik Ibsen, Schauspielhaus Chemnitz[12][13]
- 2011: Der Balkon von Jean Genet, Theater Heidelberg[14]
- 2012: Seymour oder Ich bin nur aus Versehen hier von Anne Lepper, Schauspiel Hannover[15]
- 2012: Endstation Sehnsucht von Tennessee Williams, Schauspielhaus Wuppertal[16]
- 2012: Salome von Oscar Wilde, Theater Chemnitz[17]
- 2013: Welt am Draht von Rainer Werner Fassbinder und Fritz Müller-Scherz, Schauspiel Dortmund[18]
- 2013: Die Jungfrau von Orleans von Friedrich Schiller, Schauspiel Hannover
- 2014: Republik der Wölfe von Claudia Bauer und The Ministry of Wolves, Theater Dortmund[19]
- 2014: Faust von Johann Wolfgang Goethe Konzert Theater Bern[20]
- 2015: Die Verwirrungen des Zöglings Törleß nach Robert Musil, Schauspiel Hannover[21]
- 2015: Antonius und Cleopatra von William Shakespeare, Staatstheater Mainz[22]
- 2015: Volpone oder der Fuchs von Ben Jonson, Fassung von Stefan Zweig, Schauspielhaus Graz
- 2016: Der Menschen Feind von PeterLicht nach Molière, (UA), Theater Basel[23]
- 2017: Amerika von Franz Kafka, Schauspiel Hannover[24]
- 2017: Schlaraffenland von Philipp Löhle, (UA), Theater Basel[25]
- 2017: Faust :: Mein Brustkorb : Mein Helm von Werner Schwab, (ÖE), Schauspielhaus Graz[26]
- 2018: Tartuffe oder Das Schwein der Weisen von PeterLicht nach Molière, Theater Basel[27]
- 2018: Die Zofen von Jean Genet, Theater Bonn[28]
- 2019: Der aufhaltsame Aufstieg des Arturo Ui von Bertolt Brecht, Schauspiel Hannover[29]
- 2019: Maria Stuart von Friedrich Schiller, Nationaltheater Mannheim[30]
- 2019: Germania von Heiner Müller, Volksbühne Berlin[31]
- 2019: Der eingebildete Kranke oder das Klistier der reinen Vernunft Peter Licht nach Molière, Residenztheater München[32]
- 2020: Mephisto nach Klaus Mann, Schauspiel Frankfurt[33]
- 2021: Metamorphosen [overcoming mankind] nach Ovid & Kompliz*innen, Volksbühne Berlin[34]
- 2021: Die rechtschaffenen Mörde nach Ingo Schulze, Staatsschauspiel Dresden[35]
- 2021: humanistää! nach Ernst Jandl, Volkstheater Wien[36]
- 2022: Der diskrete Charme der Bourgeoisie nach Luis Buñuel, Schauspiel Frankfurt[37][38]
- 2022: Hoffmanns Erzählungen, Jacques Offenbach, Staatstheater Kassel
- 2022: Valentiniade. Sportliches Singspiel mit allen Mitteln, von und nach Karl Valentin und mit Texten von Michel Decar, Residenztheater München
- 2024: Die Schattenpräsidentinnen, Deutsches Schauspielhaus
- 2025: Warten auf Godot, von Samuel Beckett, Residenztheater München

### Schauspiel Leipzig
- 2013: Und dann von Wolfram Höll, (UA)[39]
- 2015: Splendid’s von Jean Genet
- 2015: Die Ermüdeten oder Das Etwas, das wir sind von Bernhard Studlar, (UA)
- 2016: Metropolis nach Thea von Harbou und Fritz Lang[40]
- 2016: 89/90 von Peter Richter[41]
- 2017: geister sind auch nur menschen von Katja Brunner, (DE)[42]
- 2018: König Ubu von Alfred Jarry[43]
- 2019: Süßer Vogel Jugend von Tennessee Williams[44]
- 2020: Meister und Margarita von Michail Bulgakow[45]
- 2021: Die Rättin nach  Günter Grass[46]

## Auszeichnungen
- 2022: Nestroy-Theaterpreis – Auszeichnung in den Kategorien Beste Regie und Beste deutschsprachige Aufführung für humanistää! – eine abschaffung der sparten am  Volkstheater[47]